# Жайте, Тиджан
Тиджан Жайте (англ. Tijan Jaiteh, 31 декабря 1988 года, Бвиам) — гамбийский футболист, полузащитник.

## Карьера

### Клубная
В 18 лет приехал из Гамбии в Норвегию и заключил контракт с "Бранном". За него он выступал в течение пяти лет. Затем полузащитник играл в других скандинавских первенствах, а также в Словении, Израиле и Катаре. В 2019 году Жайте был в составе албанского "Партизани".

### В сборной
Выступал за молодежную сборную Гамбии. За главную национальную команду страны Жайте дебютировал 1 июня 2008 года в матче отборочного этапа Чемпионата мира 2010 года против Либерии (1:1). Некоторое время был капитаном сборной. Всего за нее он провел 20 матчей, в которых забил один гол.

## Достижения
- Чемпион Норвегии (1): 2007.
- Чемпион Албании (1): 2018/2019.
- Чемпион Гамбии (1): 2006.
- Обладатель Кубка Израиля (1): 2017.